# Israel Regardie
Israël Regardie (né à Londres le 17 novembre 1907, mort à  Sedona, Arizona, États-Unis, le 10 mars 1985) est une figure de l'occultisme anglo-saxon, dans la lignée de la Golden Dawn et d'Aleister Crowley, avec qui il fut en contact. C'est avec Crowley qu'il étudia le système dit "énochien", qu'il développa selon les vues spéciales de Crowley et de la Golden Dawn.

## Biographie
Israël Regardie est né Israël Regudy à Londres de Barnet Regudy, un fabricant de cigarettes et de son épouse, Phoebe Perry. Pauvres immigrants juifs orthodoxes de Jitomir, en Russie,  le frère d'Israël après un malentendu administratif, étant inscrit dans l'armée britannique sous ce nom  a changé son nom pour "Regardie". Il émigre avec ses parents aux États-Unis en août 1921 et s'installe à Washington. Il étudie l'art à Washington et Philadelphie. Grâce à un tuteur hébreu, il acquiert une connaissance linguistique qui s'avère précieuse dans ses études ultérieures de la Kabale hermétique. Ayant un accès aisé à la Bibliothèque du Congrès, il lit beaucoup et s'intéresse à la théosophie, la philosophie hindoue et le yoga. Il rejoint également la Societas Rosicruciana en Amérique à cette époque.
Israël Regardie est surtout célèbre pour avoir trahi le serment maçonnique qui le réduisait au silence concernant le partage de ses connaissances magiques avec le grand public. Ainsi pendant la Seconde Guerre mondiale, il publia un ouvrage sur les rituels de la Golden Dawn. Il a joué un rôle notable dans le prosélytisme occultiste anglo-saxon.

## Œuvres
- A Garden of Pomegranates,  (ISBN 0-87542-690-5) (kabbalistische Studien)
- The Middle Pillar,  (ISBN 1-56718-140-6)
- The Tree of Life,  (ISBN 0-87728-149-1)
- The Eye in the Triangle, an interpretation of Aleister Crowley Falcon Press, Las Vegas Nevada

1989  (ISBN 0-941404-08-0)
- The Legend of Aleister Crowley avec P. R. Stephensen, New Falcon Publications, Las Vegas Nevada,  (ISBN 0-941404-20-X)
- The One Year Manual,  (ISBN 0-87728-489-X)
- Foundations of Practical Magic,  (ISBN 0-85030-237-4)
- The Complete Golden Dawn System of Magic